# Bayou Country
Bayou Country é o segundo álbum de estúdio da banda Creedence Clearwater Revival, lançado no ano de 1969.

## Faixas
Todas as composições são de John Fogerty, exceto as anotadas.
| N.º            | Título                  | Letras                                                    | Duração |  |
| 1.             | "Born on the Bayou"     |                                                           | 5:16    |  |
| 2.             | "Bootleg"               |                                                           | 3:03    |  |
| 3.             | "Graveyard Train"       |                                                           | 8:37    |  |
| 4.             | "Good Golly Miss Molly" | Robert Blackwell, John Marascalco, Richard Wayne Penniman | 2:44    |  |
| 5.             | "Penthouse Pauper"      |                                                           | 3:39    |  |
| 6.             | "Proud Mary"            |                                                           | 3:09    |  |
| 7.             | "Keep On Chooglin"      |                                                           | 7:43    |  |
| Duração total: | Duração total:          | Duração total:                                            | 33:48   |  |

| Bônus da Edição de 40 Anos |                                                  |                |         |  |
| N.º                        | Título                                           | Letras         | Duração |  |
| 8.                         | "Bootleg" (Alternate Take)                       |                | 5:48    |  |
| 9.                         | "Born on the Bayou" (Live in London, 28/09/1971) |                | 4:48    |  |
| 10.                        | "Proud Mary" (Live in Stockholm, 21/9/1971)      |                | 2:51    |  |
| 11.                        | "Crazy Otto" (Live at The Fillmore, 14/3/1969)   |                | 8:48    |  |
| Duração total:             | Duração total:                                   | Duração total: | 56:34   |  |

## Créditos

### Banda
- Doug Clifford: bateria e baixo
- Stu Cook: baixo e bateria
- John Fogerty: guitarra principal e vocal
- Tom Fogerty: guitarra rítmica e vocal de apoio

### Produção
- John Fogerty: produção
- Hank McGill: engenheiro de gravação
- Tamaki Beck: supervisor de masterização
- Kevin Gray, Steve Hoffman e Shigeo Miyamoto: masterização
- Basul Parik: capa

## Recepção e crítica
| Críticas profissionais | Críticas profissionais |
| Avaliações da crítica  | Avaliações da crítica  |
| Fonte                  | Avaliação              |
| ---------------------- | ---------------------- |
| Allmusic               | [ 2 ]                  |
| Rolling Stone          | [ 3 ]                  |

Stephen Thomas Erlewine, crítico do Allmusic.com, disse que o álbum revela um Creedence que descobriu a sua música.